# Gniazdo (geologia)
Gniazdo – w geologii naturalne, izolowane, lokalne skupienie o nieregularnym zarysie minerałów albo skał tkwiących w otoczeniu odmiennych minerałów lub skał. W formie gniazda mogą występować niektóre kopaliny, tworząc złoża m.in. wietrzeniowe, pegmatytowe lub gniazdowe.